# Franz Georg Ferdinand Schläger

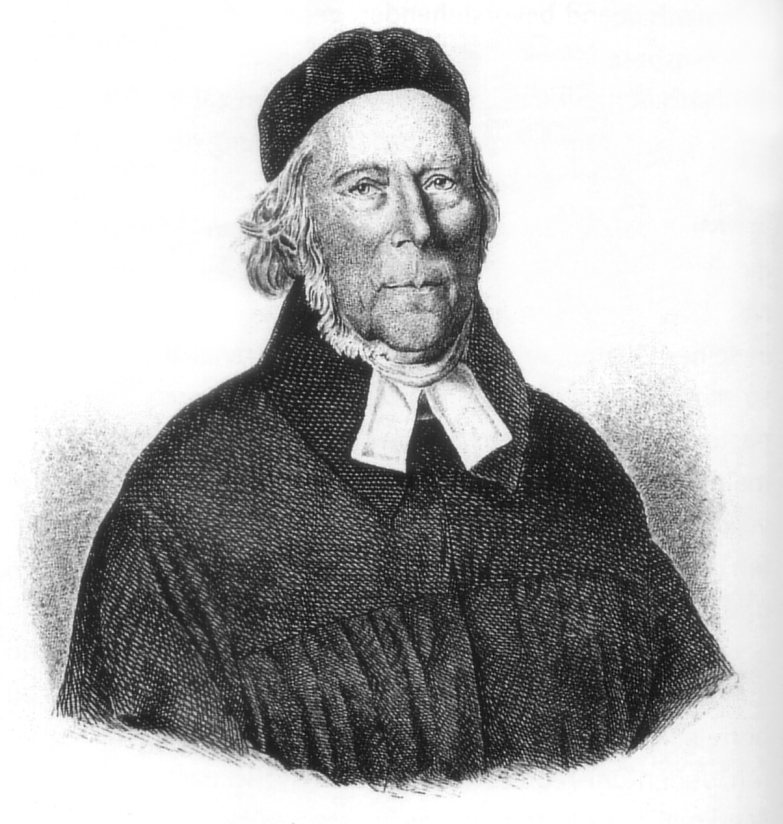
Franz Georg Ferdinand Schläger, vor 1867

Franz Georg Ferdinand Schläger (* 27. Juni 1781 in Quickborn; † 22. Oktober 1869 in Hameln) war Pfarrer in Lauterberg und Hameln. Bekannter ist er mit seinem Titel als „Senior Schläger“.

## Leben
Franz Georg Ferdinand Schläger war der Sohn des J. H. Schläger aus Quickborn, der 1831 verstarb. Er hatte eine Schwester Eleonore Griese, die als Obersteuerinspektorin in Wittenberg lebte.
Schläger studierte von 1801 bis 1805 unter anderem bei Gottlieb Jakob Planck Theologie an der Universität Göttingen. 1805 wurde er Hauslehrer in Kolbow bei Grabow in Mecklenburg und 1806 Stadtprediger in Minden. Als Pfarrer in Hannoversch Münden widmete er sich der Armenfürsorge und gründete eine höhere Mädchenschule und eine Industrie- und Gewerbeschule.
Unter napoleonischer Herrschaft wurde Schläger zum Generaldirektor der Kantonsschulen im napoleonischen Königreich Westphalen berufen. Ferner war er Hofprediger der westfälischen Königin und Superintendent in Rinteln.
1815 heiratete Schläger Katharina M., geb. Röhling, mit der er 13 Kinder hatte, von denen drei Söhne und zwei Töchter bei seinem Tod noch lebten.
Aus gesundheitlichen Gründen ging er 1815 als Pastor nach Lauterberg, wo 1820 sein Sohn Hermann Schläger geboren wurde. Hier gab er den Christlichen Berg- und Hüttenmann heraus.

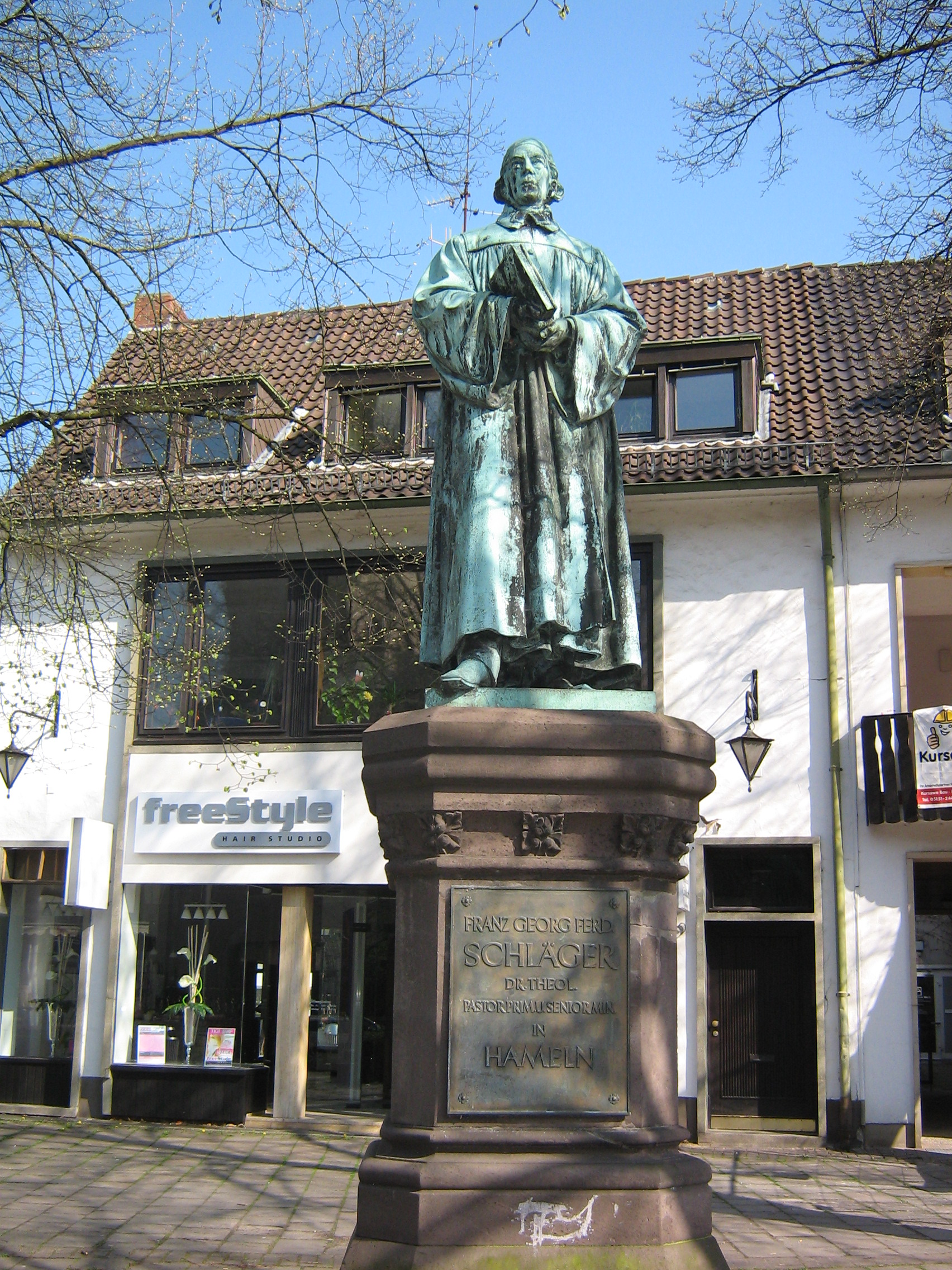
Statue auf dem Hamelner Münsterkirchhof

Von 1822 bis 1869 war er Senior (Hauptpastor) an der Stadtkirche in Hameln, sowie Seelsorger im dortigen Landesstrafarbeitshaus. Auch hier war er schriftstellerisch und journalistisch tätig und begründete weitere Zeitschriften, wie 1823 die Hamelnschen Anzeigen zum Besten der Armen, die erste Hamelner Zeitung, sowie den Hannoverschen Schulfreund und die Gemeinnützigen Blätter. Neben der journalistischen Seite hatten dieses Zeitungen auch immer den Zweck, Geld zur Unterstützung von Armen einzunehmen.
Nachdem er 1823 eine Sonntagsschule begründet hatte, rief er im September 1823 in der Zeitung zur Gründung einer neuen Töchterschule auf und schon im April 1824 nahm die Schlägersche Anstalt den Lehrbetrieb auf.
Ab 1831 gab es Auseinandersetzungen mit Philipp Spitta an der Hamelner Garnisonskirche.
Er kümmerte sich um Blinde sowie Taubstumme und sorgte für die Altersversorgung von Pfarrtöchtern. So regte er den Bau der 1843 eröffneten Blindenanstalt in Hannover an (vgl. Landesbildungszentrum für Blinde Hannover), wo man 1845 die Schlägerstraße nach ihm benannte.
Sein jüngster Sohn Eduard Schläger (1828–1895) studierte Philologie und Theologie, schloss sich während der Revolutionsjahre 1848/1849 in Hannover, wo er einen Turnverein gründete, der linken Bewegung an und wurde Publizist. Er wanderte 1850 in die Vereinigten Staaten aus, wo er als Publizist und Journalist wirkte (hauptsächlich in Chicago) und Karl Marx als Mitarbeiter für Zeitschriftenprojekte zu gewinnen suchte. Um 1871 kehrte er zurück und heiratete eine Großnichte Rahel Varnhagens, Elise Casper, mit der er erst in Berlin, dann in Dresden lebte. Dort schrieb er für antisemitische Zeitschriften und wurde Anhänger von Richard Wagner, dessen Parsifal er in englischer Sprache kommentierte. Er verstarb in Plauen.

## Ehrendes Gedenken
Neben der Schlägerstraße in Hannover ist in Hameln der Senior-Schläger-Platz nach ihm benannt.
Gleichfalls in Hameln befindet sich am Münsterkirchhof ein Denkmal für Franz Georg Ferdinand Schläger.
Weiter existiert in Hameln der „Senior Schläger Haus e.V.“. Dieser Verein betreibt das Senior Schläger Haus, das Hilfe für wohnungslose, obdachlose und von Wohnungsnot bedrohte Menschen im Landkreis Hameln-Pyrmont anbietet.

## Schriften (Auswahl)
- Die gegenwärtigen Gefahren der evangelischen Kirche: Eine Predigt, gehalten am Reformations-Feste 1853 (online)
- Kurzer Plan über die Mädchenschule zu Münden; Münden, Caspar, 1807 (Web-Ressource).
- Über die Industrie der Stadt Hameln im Jahre 1824 (bearb. von M. Börsch, Hameln 1985)
- Das 300jährige Jubelfest der Kirchen-Reformation in Hameln 1840; Hannover 1841 (Nachdruck Hameln 1990)
- Georg Wilhelm Müller. In Adolph Broennenberg, Wilhelm Havemann, Adolf Schaumann (Hrsg.): Vaterländisches Archiv des Historischen Vereins für Niedersachsen, Hannover: Hahnsche Hofbuchhandlung, 1843, S. 448–520; Google-Books
- Vorwort in Erinnerungen eines Soldaten aus den Feldzügen der königlich-deutschen Legion; 1846
- Wunderbare Schicksale, des Martin Speelhoven; 1858 (online)
- Der Bussfertige: Ein Erbauungsbuch, für schuldbeladene, für Sträflinge in Gefängnissen und öffentlichen Zuchtanstalten; 1828 (online)